# Zug (Militär)

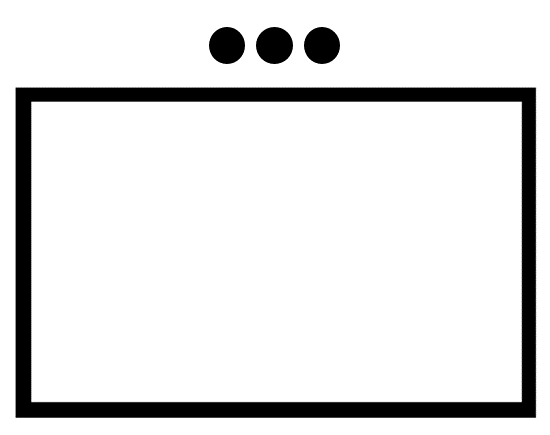
Taktisches Zeichen (Grundmuster)

Der Zug ist im militärischen Bereich die Bezeichnung für eine Teileinheit von zwölf bis sechzig Soldaten. Als Truppenteil einer Ausbildungskompanie kann die Personalstärke auch über 100 Personen betragen. Der Zug besteht in der Regel aus zwei bis acht Gruppen, Trupps, Bedienungen oder Besatzungen. In den meisten Teilstreitkräften bilden mehrere Züge eine Kompanie oder bei Artillerie- und Flugabwehreinheiten eine Batterie, ein Zug kann jedoch bei den Spezialtruppen auch selbständig sein.
Bei mehreren Zügen (selten mehr als drei) gibt es einen Zug mit den indirekten und unterstützenden Aufgaben des Stabs, Kommandozentrale, Geschäftszimmer, Materialversorgung, Feldküche, Munitionstransport, Sanitätsdienst, Instandhaltung, Aufklärung, Training etc. und die „schießenden oder kämpfenden Züge“, die mit Panzern, Geschützen, Infanterieeinheiten, Transportfahrzeugen etc. den Kampf vor Ort führen. Das Verhältnis von unterstützenden zu schießenden Einheiten hat sich im Laufe der Zeit immer mehr zu den unterstützenden Einheiten verschoben. Die Soldaten  der unterstützenden Einheiten besitzen jedoch in der Regel ebenfalls Waffen zur Selbstverteidigung wie Sturmgewehre, Maschinengewehre und leichte Flugabwehrgeschütze.

## Namensgebung
Die englische Bezeichnung für einen Zug lautet Platoon, der französische Ausdruck Peloton, auch Section. Pelotons gab es historisch auch in diversen Armeen des deutschen Sprachraums.

## Bundeswehr
In der Bundeswehr wird bezüglich der Zugstärke zwischen Ausbildungs- und Einsatzzügen unterschieden.
Je nach Truppengattung heißt die Teileinheit Zug auch Schwarm bzw. Kette (Luftwaffe/Heeresflieger) oder auch Hörsaal (an Schulen der Bundeswehr; siehe unten).
Im Einsatzführungsdienst der Luftwaffe gibt es Abgesetzte Technische Züge.
Ganz allgemein unterteilt sich der Zug in einen Zugtrupp (zur Führungsunterstützung) und in mehrere Gruppen. Beispielhaft soll hier die Stärke eines Jägerzuges B3 des Territorialheeres der Bundeswehr im Jahr 1985 beschrieben werden:

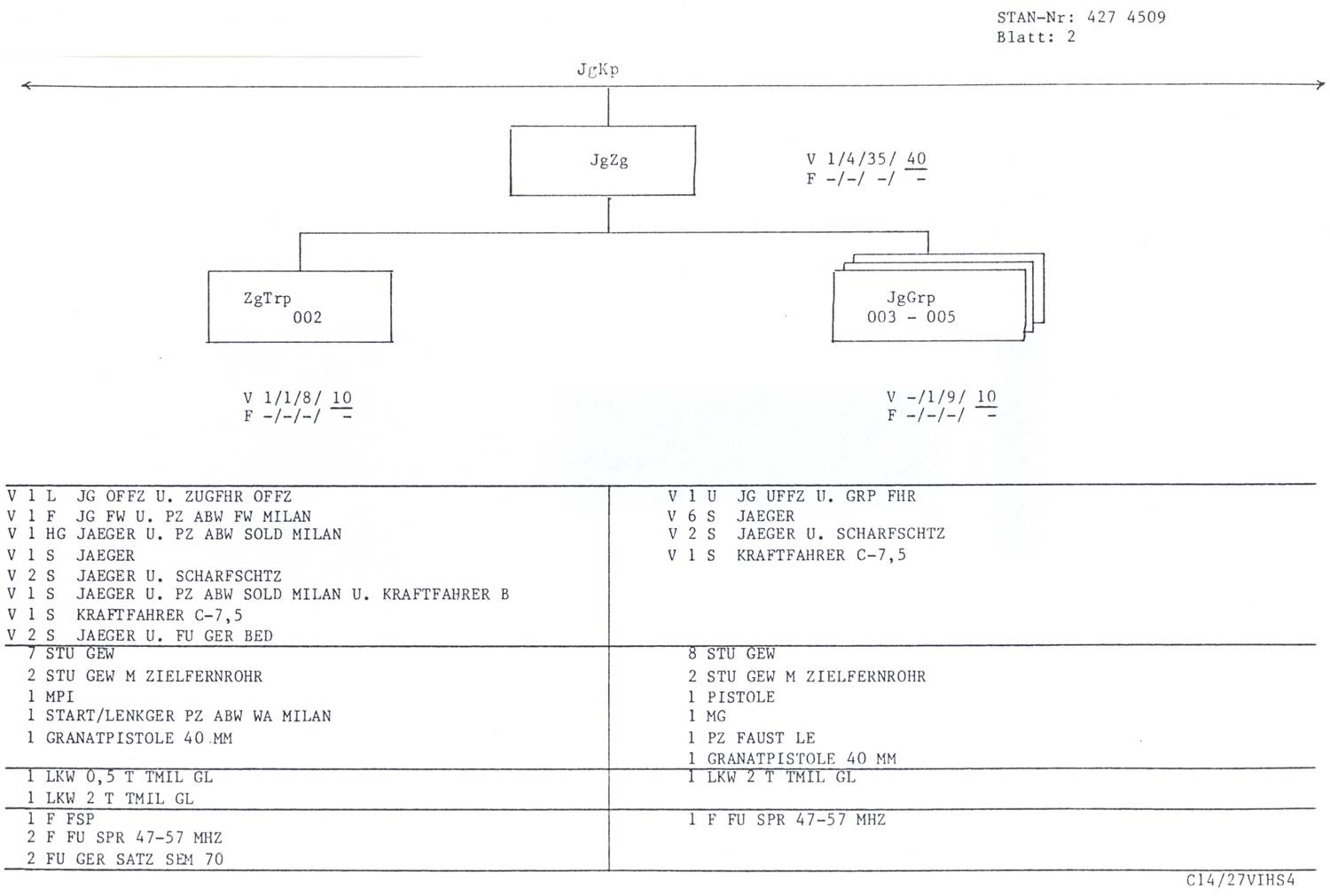
Gliederung eines Jägerzuges B3 TerrH (1985) gem. STAN (veraltet)

Zugstruktur Jägertruppe (Bundeswehr)
- Zugtrupp (Stärke: 1/1/8/10)
  - Zugführer (Offizier Hauptmann (A 11) oder erfahrener Unteroffizier m. P.)
  - Jägerfeldwebel (stellvertretender Zugführer)
  - 2 Jäger (Zielfernrohrschützen, Sturmgewehr G3 mit Zielfernrohr)
  - 2 Kraftfahrer
  - 2 Funker
  - 2 Jäger (oft mit Spezialaufgaben z. B. Panzerabwehrwaffen)

- 3 Gruppen je 0/1/9/10
  - 1 Jäger Unteroffizier und Gruppenführer
  - 6 Jäger (MG-Schützen, Panzerfaustschützen, Gewehrschützen)
  - 2 Jäger (Zielfernrohrschützen, Sturmgewehr G3 mit Zielfernrohr)
  - 1 Militärkraftfahrer – mit weiteren Funktionen

Ein weiterer Soldat kann als Militärkraftfahrer der Gruppe zugeordnet sein.
Somit ergibt sich eine gesamt Stärke gem. STAN von 1/4/35/40
Die Jäger einer Gruppe verfügen jeweils darüber hinaus über eine teilweise erweiterte Ausbildung als MG-Schützen sowie Luftraumbeobachter und Soldat im Fliegerabwehrtrupp, Pzfst-Schütze im Panzervernichtungstrupp und ABC-Abwehr-Soldat. Der Kraftfahrer ist auch als Helfer im Sanitätsdienst ausgebildet, heute Einsatzersthelfer, und dient als Melder und Sicherer des Gruppenführers.
Der Jägerfeldwebel (stellvertretender Zugführer) – die Bezeichnung variiert je nach Truppengattung – ist im Wesentlichen für die Verbindung zur übergeordneten Führungsebene, der Kompanie, zuständig. Er versorgt den Zug mit Munition, Wasser und Verpflegung sowie allen weiteren Versorgungsgütern. Zudem führt er bei Bedarf die Deckungsgruppe für die unmittelbare Feuerunterstützung mit den Maschinenwaffen (Maschinengewehre und Panzerfäuste). Beim Fußmarsch und im Angriff folgt er dem Zug und stellt den geordneten Anschluss aller Soldaten an den Zugführer sicher.

### Hörsaal
An einer Schule oder Ausbildungseinrichtung der Bundeswehr entspricht dem Zug der Hörsaal. Mehrere Hörsäle bilden eine Inspektion. Hörsäle werden, anders als Züge, in der Regel mit arabischen Zahlen nummeriert. Ein Hörsaal umfasst üblicherweise 12 bis 24 Soldaten. Der militärische Vorgesetzte des Hörsaals wird Hörsaalleiter genannt. Dessen Dienstgrad richtet sich nach der Ausbildungsgruppe und der Komplexität des Ausbildungsstoffes. Dies kann vom Unteroffizier mit Portepee bis zum Stabsoffizier reichen.
An den Universitäten der Bundeswehr gibt es, auch wenn es sich um Ausbildungseinrichtungen der Bundeswehr handelt, keine Hörsäle im Sinne einer Teileinheit. Die dort Studierenden gehören Studierendenfachbereichsgruppen (Einheits-Ebene) an. Darunter gibt es nur die inoffiziellen Wohnebenen. Der Wohnebenenälteste ist kein Angehöriger des Stammpersonals der Universität, sondern selbst Studierender und kein militärischer Vorgesetzter im Sinne von § 1 Vorgesetztenverordnung.

## Andere Länder

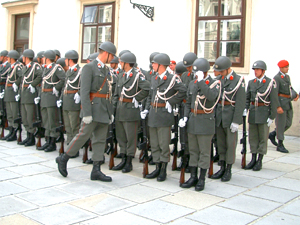
Bundesheer Österreich,
Zug in Antreteformation

Zugführer ist in der Schweizer Armee in der Regel ein Leutnant oder Oberleutnant, als Stellvertreter gegebenenfalls ein Oberwachtmeister. Im österreichischen Bundesheer wird der Anführer eines Zuges Zugskommandant genannt, zum einen weil im ÖBH Zugsführer ein Chargen-Dienstgrad ist, zum anderen weil generell alle führenden Personen Kommandanten heißen. Eine weitere abweichende Gliederung gibt es beim United States Marine Corps.